# 利希滕坦讷
利希滕坦讷（德語：Lichtentanne）是德国萨克森州的市镇，隶属于茨维考县。总面积为27.32平方千米，截至2023年12月31日总人口为6,026人。